# Chrislam
Chrislam je nigerijské náboženské hnutí synkretizující islám a křesťanství. Nigerijský chrislam je označován za typicky jorubský fenomén. Chrislam nevnímá křesťanství a islám jako dvě výlučná náboženství a hledá společné rysy, společné cíle a sjednocení. V pozadí vzniku chrislamu bylo rostoucí napětí mezi muslimy a křesťany v Nigérii. Islám se mezi Joruby rozšířil ve 14. století zejména díky obchodu s rozvinutými říšemi v oblasti dnešního Mali, ovšem do oblasti dnešní Nigérie se první muslimové dostali již v 8. století. Křesťanství se mezi Joruby rozšířilo až o mnoho staletí později, a to postupně s výraznějším dopadem na společnost až v 19. století.

## Vznik chrislamu
Chrislam se zrodil v Nigérii v roce 1976, kdy jeho zakladatel, pan Tela Tella, vystoupil s tvrzením, že je posel Boží, přinášející nové náboženské hnutí Ifeoluwa (v překladu: mise lásky k Bohu). Tella byl původně muslimem a nové hnutí vystavěl na pěti pilířích, jimiž jsou: láska, milosrdenství, radost, dobré skutky a pravda. Později Tella předložil základní vyznání: Bůh Ježíšův je jeden, Bůh Mohamedův je jeden, lidstvo je jedno – chrislam, chrislam, chrislam.
Nejdůležitější bohoslužba chrislamu se koná v sobotu (Tella se záměrně vyhnul muslimskému pátku a křesťanské neděli), kdy se předčítá z Koránu i z Bible a kombinují se křesťanské a muslimské prvky bohoslužby. Další významnou postavou chrislamu byl později Oke Tude.

## Chrislam a jorubské náboženství
Někteří vyznavači chrislamu podle afrikanisty a religionisty Ondřeje Havelky obnovili úctu k tradičnímu jorubskému náboženství a tradice propojili. Tři velké tradice v jednom synkretismu vytváří unikátní náboženskou nauku, podepřenou touhou po jednotě, pokoji a míru. Synkretismus plodí rovněž pozoruhodné kulturní jevy a velmi komplexní etiku.
Synkretismus, který nyní zahrnuje tři velké náboženské tradice – jorubské náboženství, křesťanství a islám –, se snaží o mírové soužití všech obyvatel Nigérie nezávisle na vyznání či politické příslušnosti. Mezináboženské vztahy v Nigérii jsou podle Havelky často napjaté a nezřídka vyústí v násilí.